# Vârful Ivănețu
Vârful Ivănețu este cel mai înalt vârf muntos din Masivul Ivănețu, județul Buzău. Altitudinea sa este 1191 metri și se află la limita între comunele Brăești, Gura Teghii și Lopătari.